# معاهده لندن
معاهده لندن (به انگلیسی: Treaty of London) یا معاهده نخست لندن که در سال ۱۸۳۸ بین بریتانیا، کنسرت اروپا و هلند منعقد شد جدایی بلژیک از هلند و استقلال و بی‌طرفی این کشور را تضمین می‌کرد.
در ابتدای جنگ جهانی اول، امپراتوری آلمان برای وسیع کردن گستره مانور در حمله به فرانسه از خاک بلژیک استفاده نمود. (طرح اشلیفن) در اثر این امر بریتانیا با استناد به معاهده لندن در چهارم اوت ۱۹۱۴ به آلمان اعلان جنگ داد.